# جيم هيرمان (لاعب كرة قدم أمريكية)
جيم هيرمان (بالإنجليزية: Jim Herrmann)‏ هو لاعب كرة قدم أمريكية أمريكي، ولد في 8 ديسمبر 1960 في هوليوود في الولايات المتحدة.